# معركة وادي آل جبارة
وقعت معركة وادي آل جبارة خلال الفترة ما بين 26 و 29 أغسطس 2019 في الحرب الأهلية اليمنية الثانية .

## المعركة
شنت قوة عسكرية مدعومة سعوديا يبلغ قوامها حوالي 1100 مقاتل من لواء الفتح هجومًا في وادي آل جباره في محافظة صعدة اليمنية ضد القوات الحوثية.
دخل لواء الفتح الوادي دون مقاومة، قبل أن يقوم الحوثيون بتطويقهم وحصارهم لأربعة أيام، ولم يتمكن الدعم الجوي السعودي من كسر الحصار، وأفادت مصادر الحوثي أن الضربات السعودية قصفت مواقع حلفائهم عن طريق الخطأ.
وفي 29 أغسطس 2019 حدث اختراق صغير مع هروب حوالي 100 رجل من القوات الموالية للسعودية واستسلم ما تبقى من المقاتلين مع ما يقرب من 1000 قتلوا أو أسروا.

## بعد المعركة
ذكرت مصادر الحوثي أن غارة جوية سعودية قتلت العديد من أسرى الحرب اليمنيين أسروا خلال المعركة.